# Secteur fortifié de la Sarre

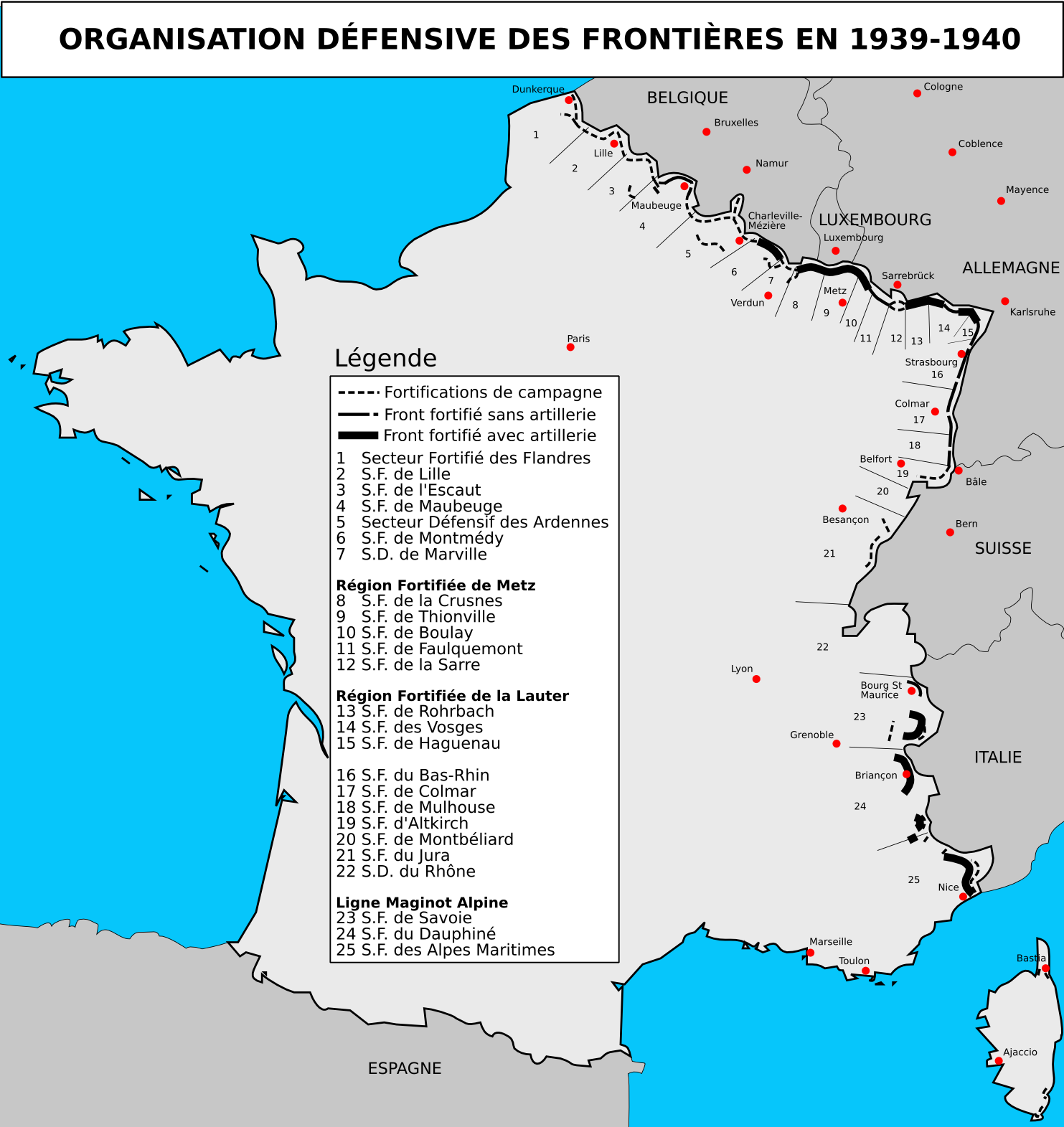
Carte de l'organisation en secteurs de la ligne Maginot.

Le secteur défensif de la Sarre, appelé durant la guerre secteur fortifié de la Sarre, est une partie de la ligne Maginot, située entre le secteur fortifié de Faulquemont à l'ouest et le secteur fortifié de Rohrbach à l'est, dans le département de la Moselle.
Pour un article plus général, voir Ligne Maginot.
Il forme une ligne d'une quarantaine de kilomètres le long de la frontière franco-allemande, depuis Lelling, à l'ouest, jusqu'à la Sarre, à l'est, et se prolonge sur l'autre rive sur quelques kilomètres jusqu'à Achen et la rivière Sattelbach. Les fortifications du secteur sont particulièrement légères. Sur une vingtaine de kilomètres, le système défensif est en effet basé sur des retenues d'eau et des zones inondables. Cette sous-partie continue, la plus orientale du secteur, est appelée « ligne Maginot aquatique ».
Son histoire durant la bataille de France, en juin 1940, est celle de dix jours de retraite sur 70 kilomètres et de combats d'une grande violence qui illustrent à la fois l'acharnement des troupes, françaises mais surtout polonaises, à ne pas sombrer dans une « étrange défaite », l'inadaptation du dispositif à une guerre désormais animée par les chars et les avions, ainsi que l'impréparation de l'état major français à la tactique interarmes[réf. nécessaire].

## Insigne et devise
L'insigne du S.F. de la Sarre est un morpion accroché à un rail de réseau et la devise est « Je meurs où je m'accroche ».

## Organisation militaire
D'abord sous commandement de la 20e région militaire (QG à Nancy) jusqu'à la déclaration de guerre, le secteur passe alors sous commandement de la 4e armée.
Une région fortifiée de la Sarre a existé du 1er septembre 1939 jusqu'au 27 octobre de la même année, composée du SD Sarre et du SF Rohrbach. Le 4 octobre 1939, le secteur récupère les deux sous-secteurs de Sarralbe et de Kalhausen, pris au SF Rohrbach. Le 15 mars 1940, le secteur défensif de la Sarre devient le secteur fortifié de la Sarre. Il perd ses deux sous-secteurs occidentaux (Lixing et Leyviller) au profit du SF Faulquemont.
Au 10 mai 1940, il est sous l'autorité du 20e corps d'armée, composé de la 11e division d'infanterie (d'active), de la 82e division d'infanterie d'Afrique (d'active) et de la 52e division d'infanterie (de réserve, série B).

## Unités combattantes
Le secteur est divisé en quatre sous-secteurs fortifiés, avec les unités suivantes comme équipages des ouvrages et casemates ainsi que comme troupes d'intervalle stationnées entre ceux-ci après la mobilisation :
- sous-secteur de Lixing, confié au 69e régiment de mitrailleurs d'infanterie de forteresse ;
- sous-secteur de Leyviller, confié au 82e régiment de mitrailleurs d'infanterie de forteresse ;
- sous-secteur de Saint-Jean, confié au 174e régiment de mitrailleurs d'infanterie de forteresse ;
- sous-secteur de Kappelkinger, confié au 41e régiment de mitrailleurs d'infanterie coloniale.

L'artillerie du secteur est composée des :
- 166e régiment d'artillerie de position (avec huit canons de 75 mm modèle 1897, douze 105 mm L 1913 Schneider, neuf 150 mm T 1917 Fabry, douze 155 mm C 1915 Saint-Chamond, huit 155 mm L 1877 de Bange et huit 155 mm L 1918 Schneider[2]) ;
- 49e régiment d'artillerie mobile de forteresse (trois groupes tractés armés avec vingt-quatre canons de 75 mm 1897/1933 TTT et douze 155 mm C 1917 Schneider TTT[3]).

## Infrastructures

### Blockhaus et «ligne aquatique»
Les fortifications du secteur sont basées pour sa partie occidentale sur des petits blockhaus, trente cinq STG et une foule de MOM.

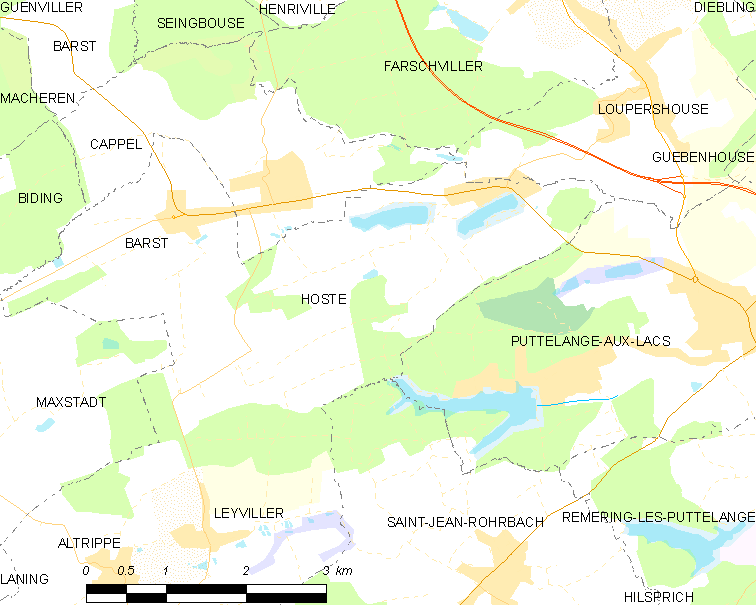
Carte montrant cinq des six retenues. La libération de leurs eaux provoque l'inondation des terrains qui descendent vers l'est jusqu'à la rive occidentale de la Sarre.

La partie orientale est un dispositif permettant de provoquer des inondations. Il s'étend le long des vallées du Moderbach, de l'Albe et de la Sarre. De petits barrages sont construits sur ces trois rivières. Six retenues sont creusées auxquelles sont reliées trois étangs naturels. Des vannes permettent d'inonder en trente six heures les champs suffisamment pour en empêcher le franchissement.
L'extrémité orientale du secteur, composée du sous-secteur de Kalhausen, est plus solide. Elle comporte un ouvrage d'infanterie et cinq casemates CORF.

### Ouvrage
- Ouvrage du Haut-Poirier

### Casemates
- Casemate de Wittring (en)
- Casemate du Grand-Bois
- Casemate du Nord-Ouest d'Achen
- Casemate du Nord d'Achen
- Casemate du Nord-Est d'Achen

### Dépôts
- Réding, dépôt de munitions et d'artillerie lourde sur voie ferrée.

### Retenues artificielles
- Étang de Remering.
- Étang de Diefenbach.
- Etang du Weihergraben, affluent du Mutterbach, à Farschviller.
- Étang de Hirbach à Hilsprich sur le ruisseau d'Altbachgraben, affluent du Mutterbach.
- Étang de Hoste Haut.
- Étang de Hoste Bas.

### Étangs naturels reliés
- Étang de Mittersheim, une vingtaine de kilomètres au sud..
- Étang du Stock à Rhodes, une quarantaine de kilomètres au sud.
- Étang de Gondrexange.

## Histoire

### La question sarroise (1919-1939)
En 1919, au terme du traité de Versailles, le Territoire du Bassin de la Sarre, zone riche en charbon, est internationalisé. La souveraineté en est transférée à la Société des Nations. L'exploitation minière est déléguée à des sociétés françaises. L'annexion de la Sarre, française jusqu'en 1815, reste dans un premier temps envisageable. Dans ces conditions, la fortification de la frontière à cet endroit est politiquement inopportune.
La ligne Maginot, dont la construction commence en 1927, est donc laissée interrompue le long des quarante kilomètres de la partie centrale de la frontière sarroise qui fait face à Sarrebruck. C'est la trouée de la Sarre. Toutefois des ouvrages d'eau sont entrepris entre le village de Hoste, sur le ruisseau de Valette, et la rivière Sarre à hauteur de Wittring. Barrages, canalisations et vannes permettent d'inonder les champs en cas d'offensive ennemie.

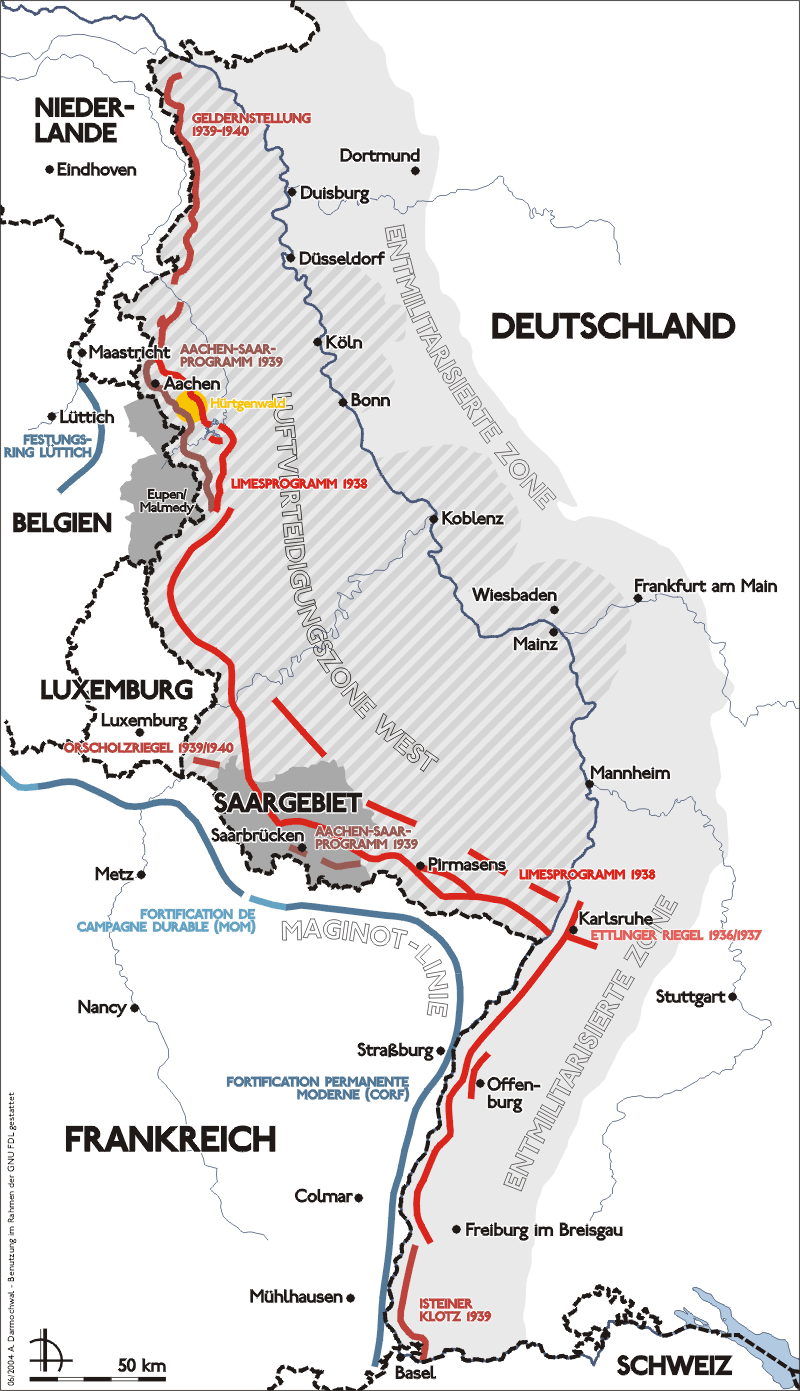
La trouée de la Sarre, en bleu ciel, dans la ligne Maginot face à la ligne Siegfried.

Conformément aux clauses du Traité de Versailles, un referendum doit être organisé pour décider du sort de la Sarre. Le 13 janvier 1935, les Sarrois choisissent massivement le rattachement à l'Allemagne nazie et celui ci devient effectif à partir du 1er mars 1935. Le corridor laissé libre inquiète l'état-major français et sa fortification est décidée. Les retenues sont creusées pour permettre d'augmenter le débit des inondations et rendre le terrain impraticable en trente six heures.

### Vaine efficacité (1939-1940)

#### Renforts de la ligne (août 1939-mai 1940)
Dès le 21 août 1939, tout le personnel habituel de l'armée active est mis en alerte et les munitions approvisionnées. Le 24 août, tous les réservistes affectés au secteur sont appelés à prendre leur poste sous trois jours. Le 1er septembre, la population est évacuée et le 3 à dix sept heures la guerre est déclarée.
Le secteur est garni d'unités d'un régiment régional de travailleurs, le 202e RRT, dont les cantonnements sont à l'arrière, dans les alentours de Nancy, de Frouard, de Toul et de Lunéville. Ce régiment de renforts d'infanterie et de pionniers, chargé en particulier de garder des camps et faire la circulation, est composé de réservistes âgés et d'anciens combattants, à l'instar de ce que furent les RIT, régiments d'infanterie territoriale. Les forces qui résisteront comptent ainsi un certain nombre de civils mal armés, voire désarmés, mais volontaires.

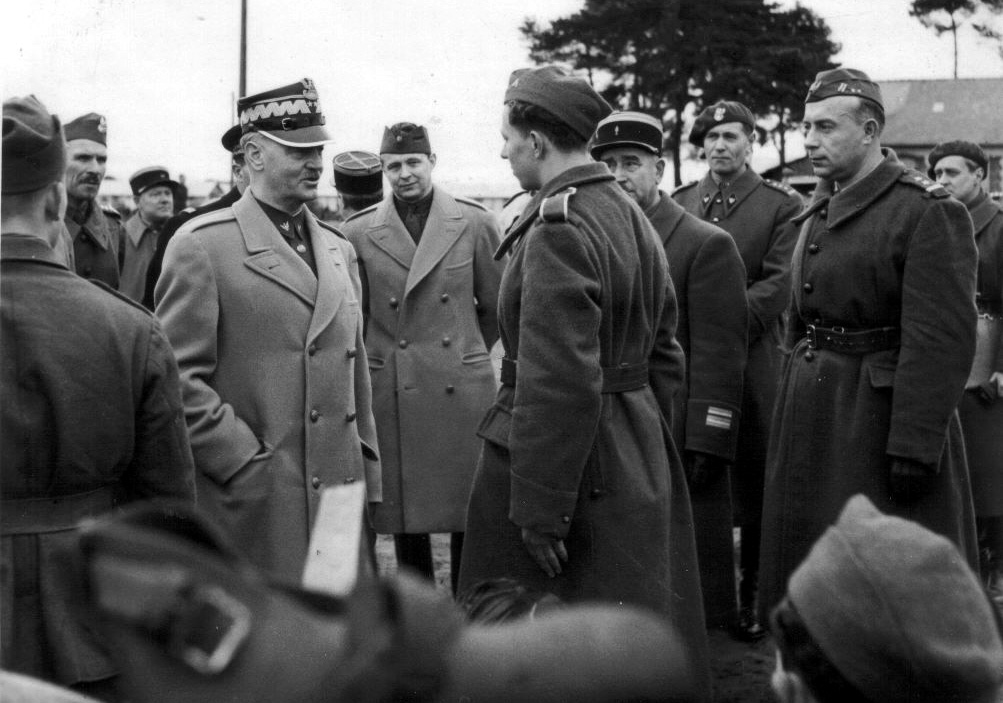
Le général Sikorski, premier ministre en 1922 puis 1939, à ce titre commandant en chef de l'armée polonaise en exil, visite la DIP avant son départ pour le secteur de la Sarre.

Neuf mois et demi plus tard, le 12 mai 1940, la guerre de position se termine par la percée de Sedan. Le 26 mai le secteur de la Sarre reçoit les premiers détachements de la 1re Division de grenadiers polonais, DIP, partie de Coëtquidan fin avril. Le 8 juin, ils sont quinze mil travailleurs immigrés volontaires, souvent mineurs dans le nord de la France, encadrés par des officiers de l'armée du Gouvernement polonais en exil et positionnés en appui du groupement colonial du colonel Dagnan que composent le 41e RMIC et les réservistes du 51e RMIC.

#### Inondation et évacuation (début juin 1940)

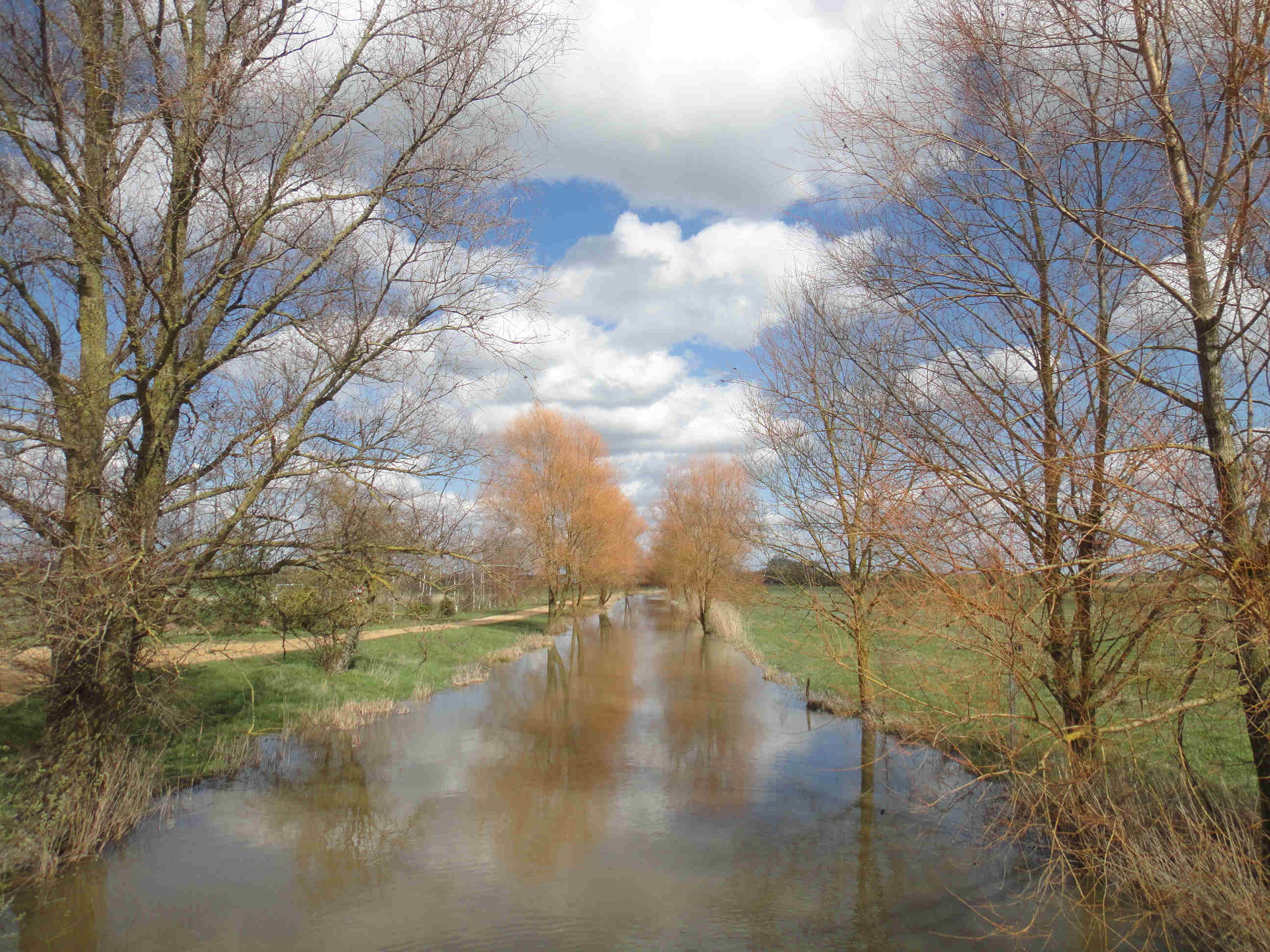
Exemple de terrain inondé dans le secteur de la Sarre, ici près Insming par la rivière Albe au printemps 2013.

En ce début de juin 1940, le secteur de la Sarre est inondé au maximum. L'état-major allemand estime toutefois que la trouée de la Sarre reste un des points faibles de la ligne Maginot du Nord-Est.
Le 9 juin, le 1er régiment de grenadiers Varsovie (pl) est affecté à la partie ouest du sous-secteur de Kappelkinger, à l'ouest de la Sarre, en renfort des 41e et 51e RMIC du colonel Dagnan. Dès l'après-midi, ils construisent leurs défenses le long de la rivière la Rose entre Hinsingen et Insviller.
Deux cent cinquante kilomètres à l'ouest, le 10 juin, soit six jours après la défaite de Dunkerque, la ligne Weygand, front de repli, est percée par l'offensive allemande dite Plan rouge et le gouvernement fuit Paris.

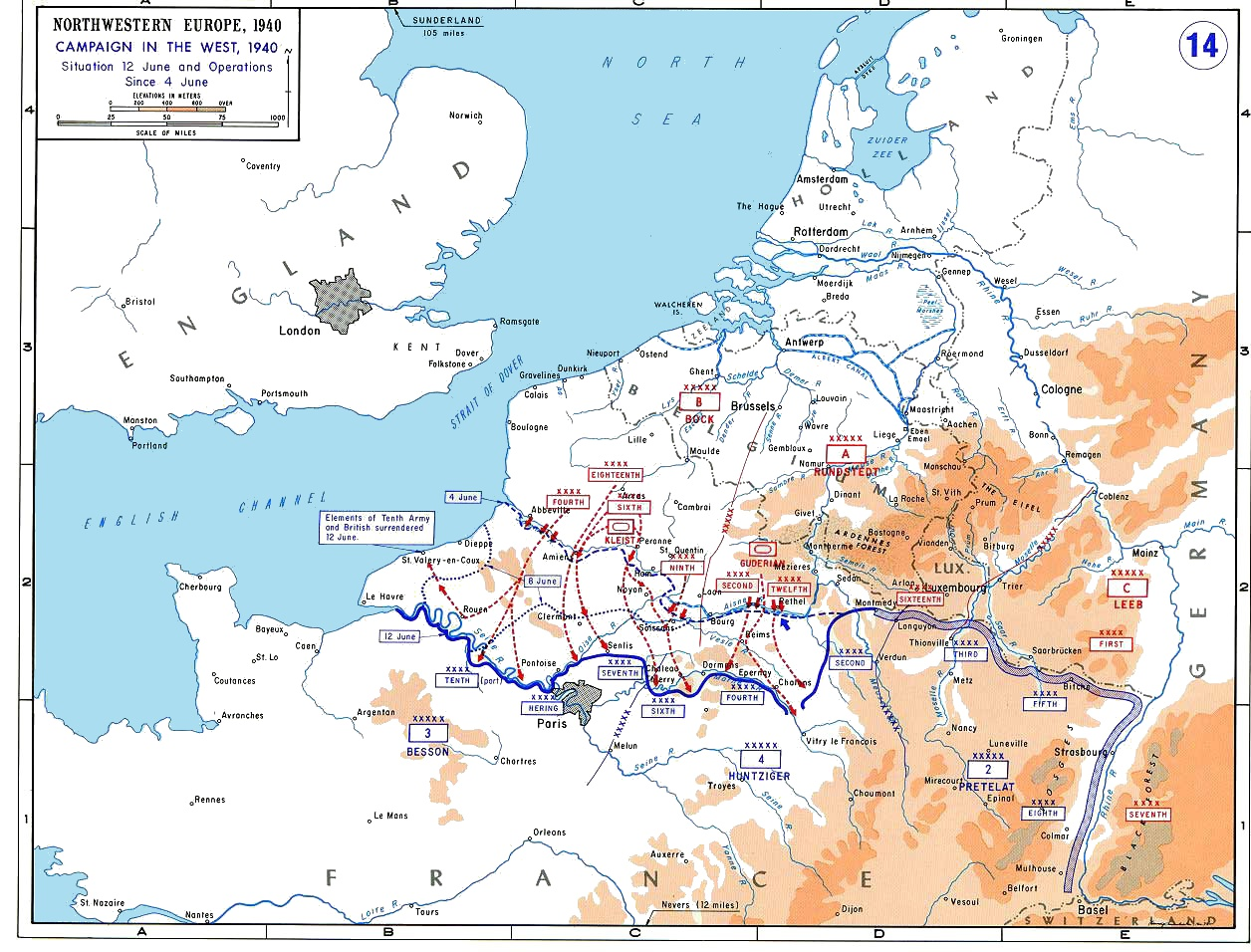
La ligne Maginot du nord-est contournée par l'ouest le 12 juin 1940.

Le 13, le Rhin est franchi au sud de l'Alsace. Pour éviter un isolement et un encerclement de la ligne Maginot du nord-est, un ordre est donné ce jour même de l'abandonner, anticipant un échec dans la défense de la plaine d'Alsace. Pour le secteur de la Sarre, ce sera dans la nuit du 14 au 15,. Après avoir démontré pendant dix mois son efficacité dans la défense, la ligne Maginot est transformée par la guerre éclair en un risque d'aggraver les pertes. C'est ce qui va se produire. La ligne de défense est reportée sur la Loire, ce qui compromet le projet de réduit breton.
Dans la perspective de cette retraite, le 3e bataillon du régiment Varsovie (pl) est envoyé en première ligne à Steinbach.

#### Opération Tigre (14 juin 1940)
Le 14 juin 1940 à l'aube, la Wehrmacht déclenche entre Biding et Sarralbe, c'est-à-dire sur un front de dix-huit kilomètres englobant la ligne aquatique et les défenses situées à l'ouest de celle-ci, l'operation Tiger. L'offensive de 90 000 fantassins du groupe d'armées C commandés par le général von Witzleben, partis de la ligne Siegfried, est préparée par un millier de canons et appuyée par une centaine de Stukas.
Le résultat est médiocre et couteux. L'avancée de Biding, le saillant de Cappel et Barst, le passage entre les plans de Hoste et le bois de Kalmerich, c'est-à-dire la partie sèche située à l'ouest de la ligne aquatique, sont enfoncés. Celle-ci a donc parfaitement fonctionné et a arrêté la 60e division d'infanterie motorisée du général alsacien Eberhardt.
En riposte, le 166e RAP et le 49e RAMF tirent 2 700 obus de 155 mm. Sur la ligne aquatique, le groupement de reconnaissance du lieutenant-colonel Vladimiertz Kasperski (pl), unité avancée de la DIP, contre attaque entre Holving et Puttelange puis neutralise les éléments infiltrés. Sur leur flanc est, le colonel Dagnan envoie le 3e bataillon du régiment Varsovie (pl), qui repousse le 243e IR commandé par le colonel Zellner au sein de la 60e DIM.
Au soir, 1 200 soldats allemands ont été tués ainsi que 750 des 17 600 défenseurs français et des 39 400 polonais. Il y a en outre environ 6 000 blessés de part et d'autre. L'offensive est stoppée et l'assaillant se limite à des tirs de mortiers et de canons auxquels répond à partir de 21 h l'artillerie polonaise du major Fugiewiez.

#### Retraite (15-16 juin 1940)
Au cours de cette même journée du 14, la première armée allemande, couverte sur son flanc est par la sixième, est entrée dans Paris déclarée ville ouverte. Le même jour, la septième armée du général Dollman, appuyée par les chars du Groupe Guderian, a commencé dans le sud de l'Alsace sa progression en direction de la trouée de Belfort. Conformément à la décision prise par l'état major le 13, avant même le début de l'attaque allemande, les Marsouins abandonnent le secteur de la Sarre dans la nuit du 14 au 15. Ils sont couverts le long de la route départementale 28 par le 2e régiment de grenadiers polonais (pl), surnommé Boleslas le Vaillant. Dès le lendemain, le maréchal Pétain ordonne d'attendre un armistice mais l'ordre mettra du temps à parvenir aux unités occupées à soigner leurs blessés et désorganisées par la rupture des liaisons.
La DIP est sacrifiée dans une manœuvre de freinage couvrant la retraite vers le sud sur une profondeur de 65 kilomètres jusqu'à Baccarat. Les défenseurs de la ligne Maginot, pour cette raison non motorisés, font face à des unités allemandes qui le sont, les 60e et 268e DI. La dynamique du champ de bataille induite par la blitzkrieg n'entre pas dans la logique Maginot et lui est fatale. À peine mis en place, les dispositifs de la manœuvre de retardement doivent être levés.

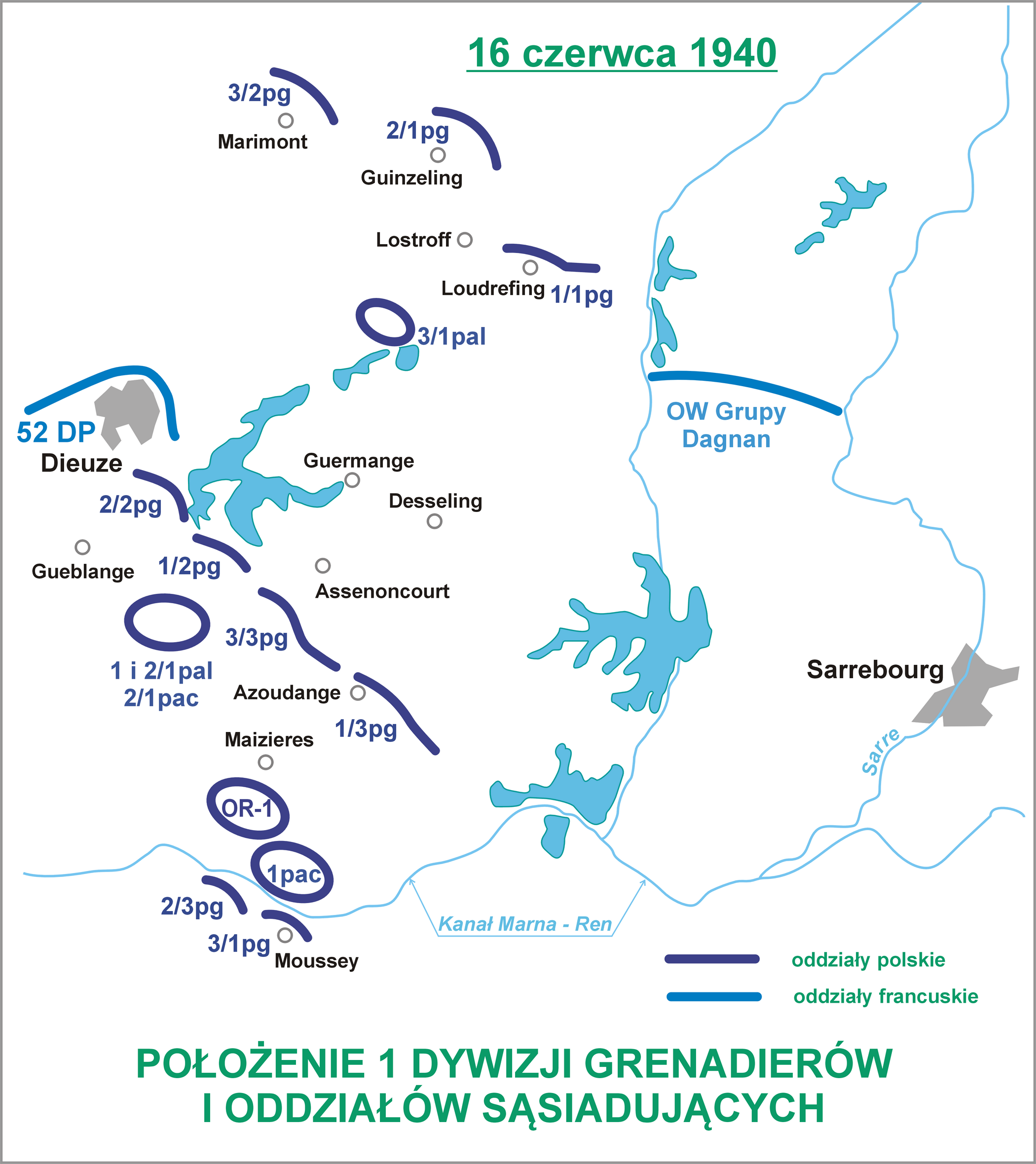
Situation au 16 juin. La DIP est notée en bleu foncé. La 52e DI, notée DP, défend Dieuze. Les Marsouins des 41e RMIC et 51e RMIC du colonel Dagnan sont au nord est.

Le 16, les fantassins français qui tiennent Guébling, au nord de Dieuze, rendent les armes quand les compagnies des capitaines Sosniak et Domitr se battent jusqu'à l’anéantissement. Les Polonais se savent considérés comme des francs-tireurs et donc promis à l'exécution dans le cas où ils seraient faits prisonniers. Bombardés par l'artillerie qui a pris le relai, les Allemands du 499e IR subissent de lourdes pertes mais, repris en main par le colonel Richard von Bothmer, ils finissent par entrer dans Dieuze. Simultanément, le chef de bataillon Szozerborawiez perd les deux tiers de l'effectif du 1er bataillon du 1er RGP en tenant Loudrefing, au nord-est de Dieuze, et ne se replie au-delà du bois de Capelle que le lendemain sur injonction de son colonel de s'aligner sur la position du reste du Régiment de grenadiers polonais, au sud du canal de la Marne au Rhin.

#### La bataille germanopolonaise (17 juin 1940)

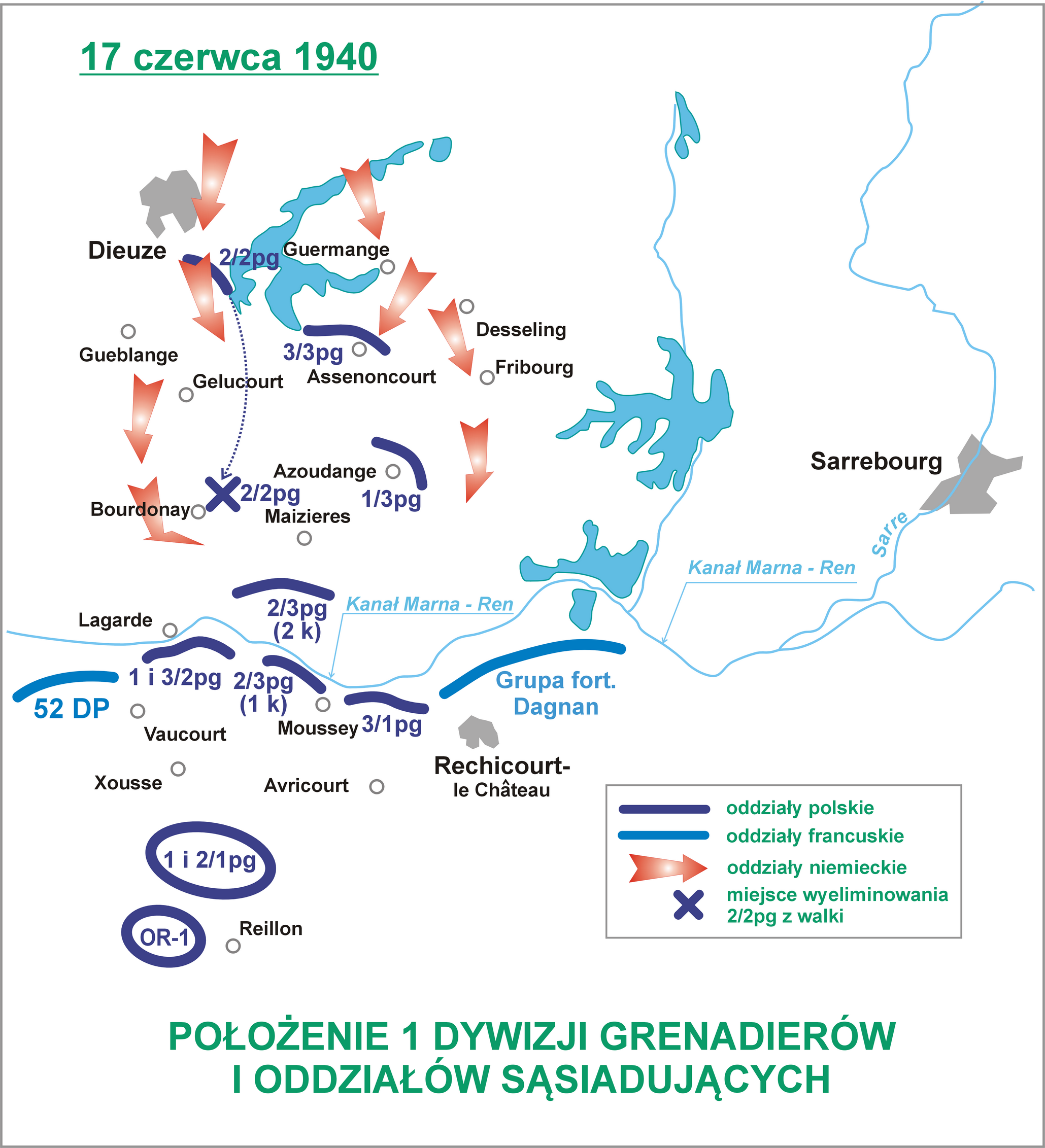
La bataille du 17 en avant du canal.

Ce 17 juin, 1 123 soldats polonais à court de munitions sont capturés à Azoudange, au sud-est de Dieuze. 300, faute de véhicules, le sont à Gelucourt, au sud du même chef-lieu de canton, mais le reste du 2e Bataillon du RGP et son commandant Wrona échappent aux camions de la 60e DI qui les avaient dépassés. Les fantassins allemands souffrent cependant du manque d'appui blindé, artillerie et cavalerie étant retardées par les inondations et par les destructions de pont opérées par les sapeurs durant la manœuvre de freinage.
À vingt heures quarante cinq, ils sont repoussés au-delà du canal de la Marne au Rhin qu'ils ont franchi entre Xures et Lagarde. Après l'échec des contre-attaques menés à Xousse par la 2e compagnie que dirige le capitaine Labno au sein du 1er bataillon du 2e RGP (pl), il a fallu pour cela que le colonel Zietkiewicz (pl), lui-même au premier rang, jette au bois du Tilleul, qui est à la sortie nord de Vaucourt, jusqu'aux secrétaires et plantons, hurlant baïonnette au canon.

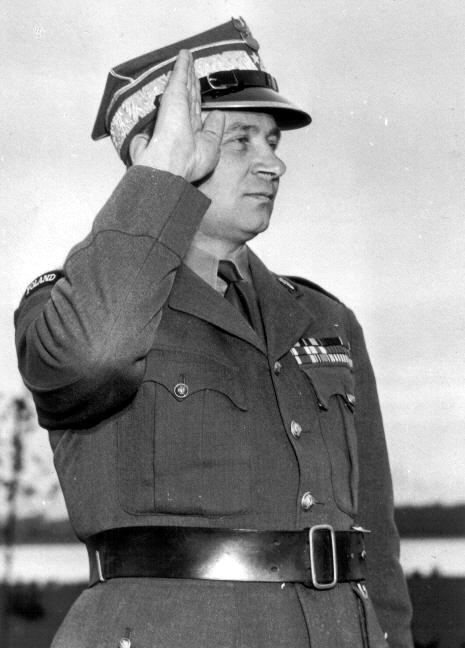
Photographié en 1944, le général Duch, qui commandait la DIP depuis son PC d'Herbéviller durant la bataille du canal de la Marne au Rhin.

L'intervention dans le soir tombant des chars des 2e et 3e compagnies du capitaine Imbault et du lieutenant Guillier, détachés bien tardivement du 20e Bataillon, consolide la situation mais se fait dans une mauvaise coordination avec les grenadiers polonais. Des insultes sont échangées. Une rafale de mitrailleuse tue un lieutenant polonais, Emil Rosywacz. Elle a été tirée par le char que celui ci était en train de guider. Les chars se retirent à Vaucourt aussitôt que le canal a été repris à hauteur de Lagarde. Incapables de manœuvrer la nuit, ils n'interviennent pas quand il faut en faire de même un kilomètre plus à l'ouest, au lieu-dit Martincourt. Mil mètres plus à l'ouest, en lisière de la forêt de Parroy, le 174e RIF se garde bien de faire intervenir ses mitrailleuses, se contentant d'observer les Polonais en train de les sauver.
La nuit durant, les canons du 201e RA (pl), commandés par le colonel Alexandre Onacewicz, incendient les véhicules ennemis, détruisent des pièces d'artillerie, perforent les routes, hachent les soldats allemands sur une profondeur de quatre kilomètres vers le nord, depuis le pont de Lagarde jusqu'à Bourdonnay.

#### La défaite du canal (18 juin)
Le 18 juin à 9 h, un bataillon du 468e IR reprend sous le commandement du major Altmann l'offensive sur le canal de la Marne au Rhin. Trois heures durant, il est repoussé. Quand la rumeur de pourparlers en vue d'un armistice se répand, c'est la consternation dans les rangs polonais. À quoi ont servi les sacrifices de la veille ?

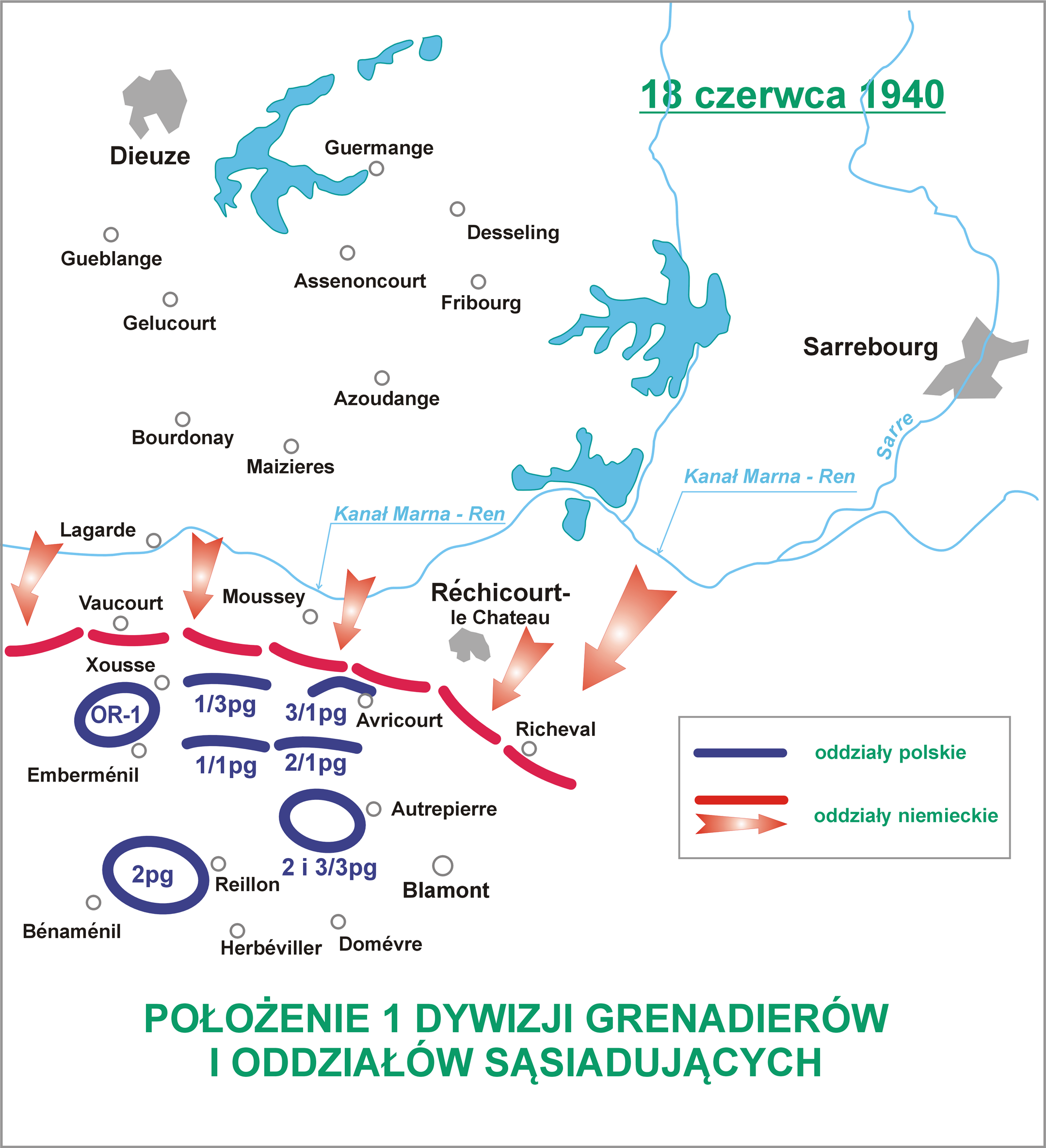
Le retrait en deçà du canal le 18 juin.

Dans l'après-midi, l'artillerie allemande éteint une à une les mitrailleuses de la 1er DGP puis du 348e RI repliées dans les lisières. Quand ce régiment acculé au sud-est de la forêt de Parroy cède le village d'Emberménil, l'état major du général Hubert, commandant du 20e corps d'armée, refuse d'envoyer de nouveau les chars du 20e bataillon de cavalerie, toujours en réserve.
Pourtant, les combats continuent au corps à corps dans le bois du Tilleul, dans les rues de Vaucourt et de Xousse. Il n'y a pas de prisonniers parmi les Polonais, réputés ne pas en faire non plus. Les blessés sont achevés. Les canons polonais tirent à plat sur les fantassins allemands, hausse 800 mètres, avant de se replier en bon ordre sous les coups de mortiers.
Dans la soirée, le bataillon de reconnaissance de la 368e ID, commandé par von Stetten, s'engouffre dans l'espace abandonné par le 348e RI et atteint la route nationale 4 à hauteur de Thiébauménil. Le 3e Bataillon du 1er RGP, commandé par Fuglewicz, tient alors toujours le canal à Moussey, seize kilomètres au nord-est, mais l'ordre de repli a été donné. En effet, sur le front sud, Belfort est tombé ce même 18 juin.

#### La débâcle (19-25 juin)

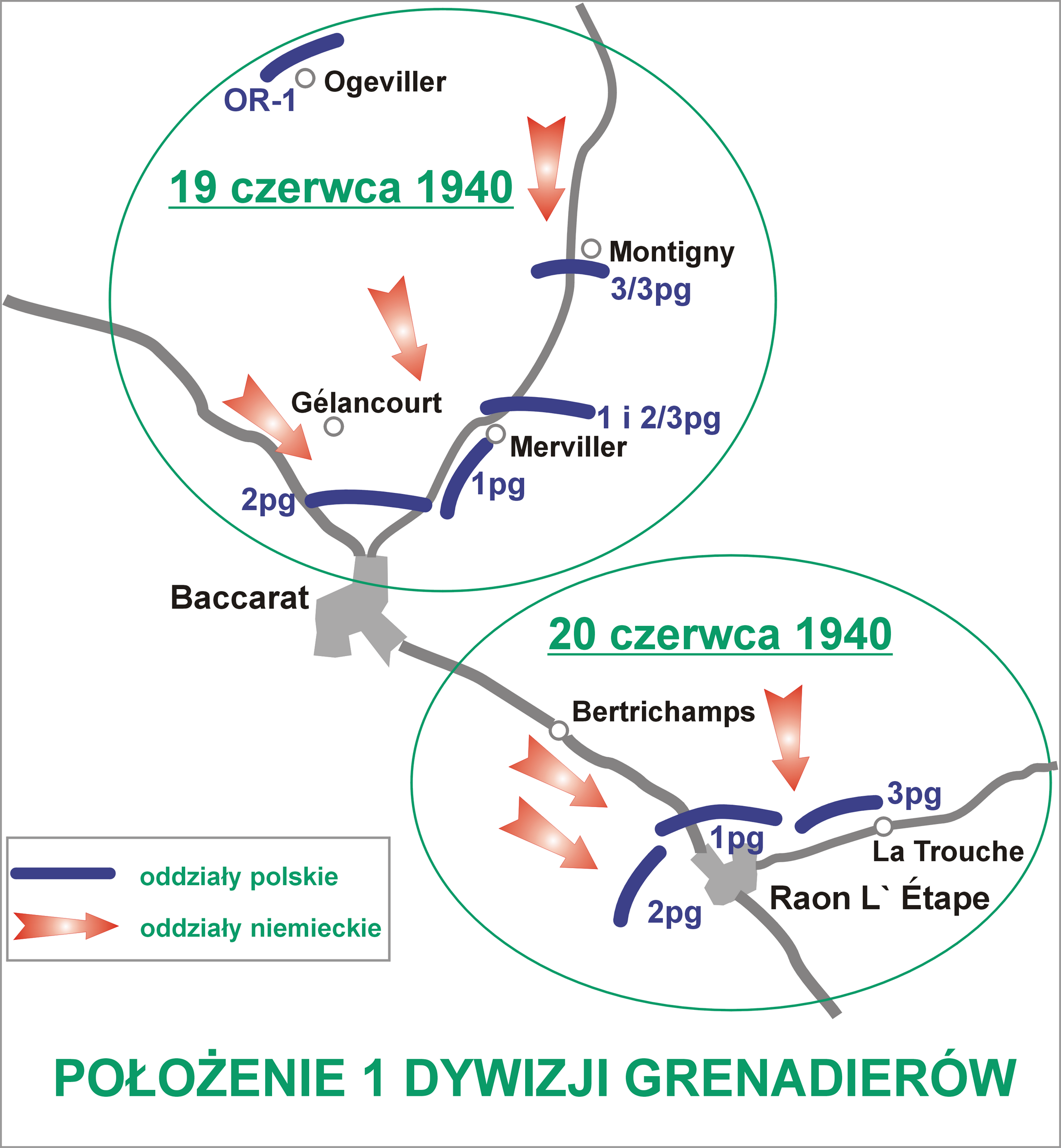
La dispersion de la DIP les 19 et 20 juin 1940.

Face à l'offensive venue du nord, la ligne de chemin de fer Paris-Strasbourg est utilisée pour tenter un second coup d'arrêt, en vain. Le 19 juin, Lunéville tombe sans combat. De leur côté, les unités de la DIP, sans instructions, continuent de combattre.

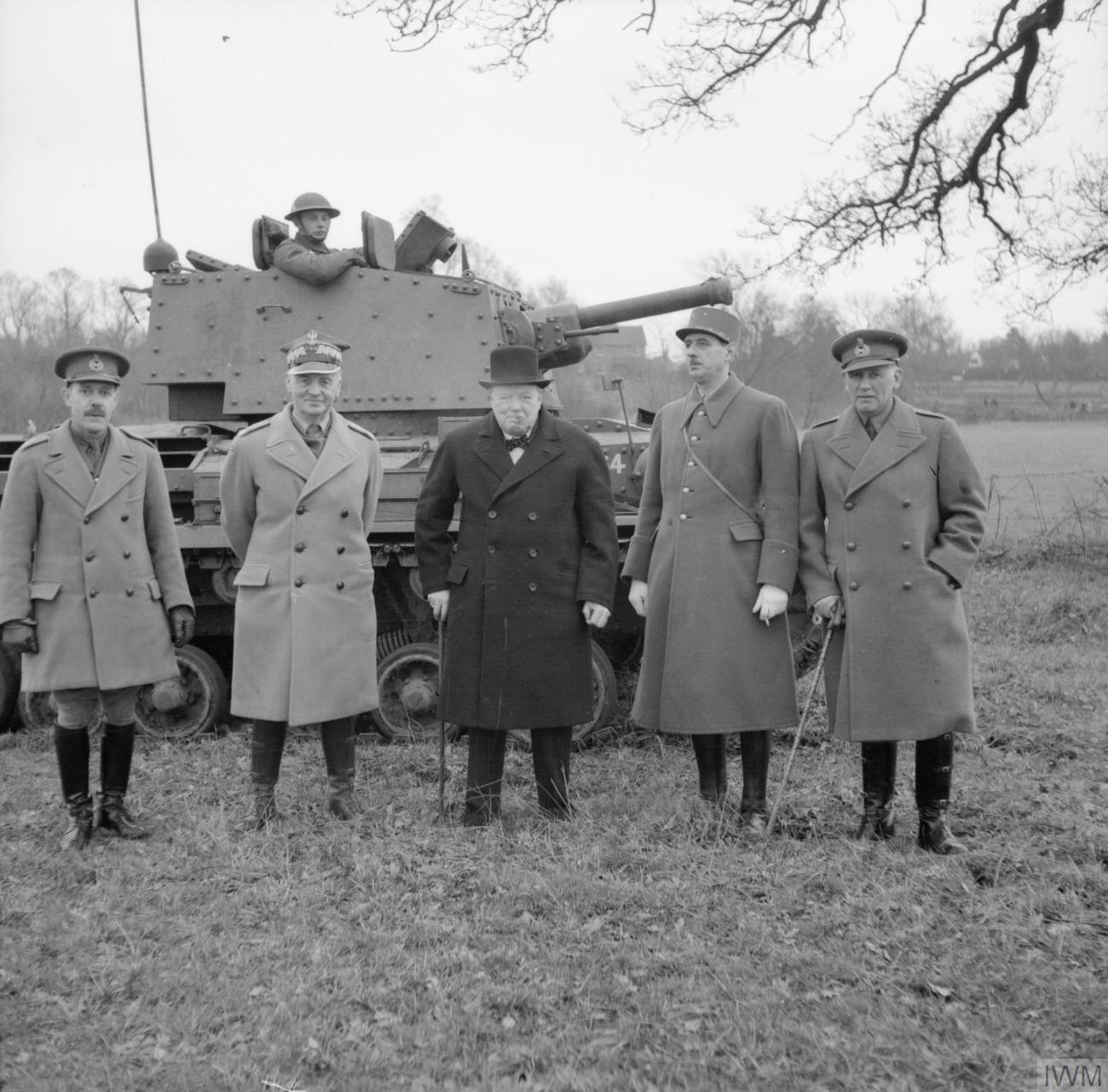
Sept mois plus tard, le 14 février 1941, dans le Surrey, Sikorski et de Gaulle promeuvent devant Churchill l'arme blindée, dont l'absence a causé l'effondrement de la ligne Maginot.

Le général Sikorski, commandant en chef de l'armée polonaise en exil, transmet sa décision de répondre à l'appel du général De Gaulle et de continuer le combat aux côtés des Anglais. La capitulation annoncée par Philippe Pétain, toute déguisée en armistice soit elle, délie la division polonaise de sa participation au corps d'armée français.

Le général Duch, qui s'est vu précédemment refuser de reformer de façon plus efficace son ordre de bataille, n'obtient de retirer ses troupes à Baccarat pour tenter de rejoindre la Suisse qu'après accord du général Condé, commandant de la 3e armée, le 20 à midi. Elles comptent entre 40 et 60 % de pertes. À partir de 15 h, elles poursuivent leur retraite jusqu'à Raon-l'Étape, toujours de compagnie avec les Marsouins du colonel Dagnan. Les barrages aménagés sur la route nationale 59 à Merviller pour protéger cette marche de 10 kilomètres sont assaillis. Plusieurs officiers sont tués ou blessés. 

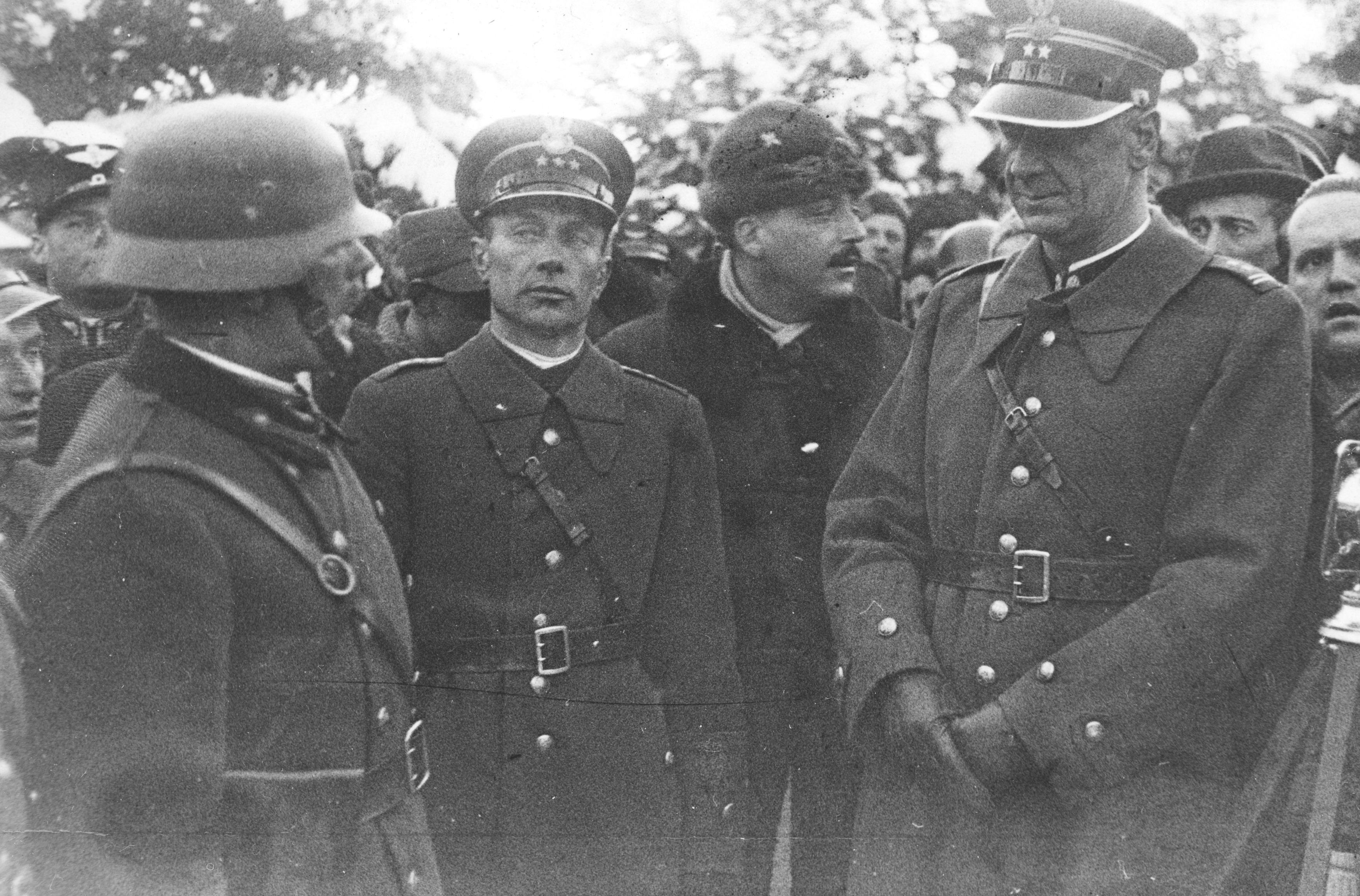
A droite, le colonel Zietkiewicz, ici en 1939, tué à l'aube du 21 juin 1940 avec le lieutenant Podowski dans une embuscade près de Neufmaisons.

 La retraite polonaise continue à travers les Vosges vers Saint Dié quand le 21 juin à 8 h le code « 4444 » est transmis, signifiant la destruction des armes et des documents et l'ordre de rejoindre individuellement Londres par les ports du sud de la France, ce que tous ne parviendront pas à faire.
L'armistice commence d'être négocié dès cette journée du solstice, et le cessez-le-feu entre en vigueur le 25.
Durant ces dix jours, les défenseurs de la ligne Maginot des secteurs de la Sarre et ses voisins ont été pris entre l'offensive qui a dépassé celle-ci depuis le nord et l'avancée allemande au sud de la Lorraine. Les unités qui n'ont pas pu se replier par des moyens de fortune vers Marseille à travers les chemins de l'Exode sont cueillies dans les bois vosgiens, parquées dans les champs lorrains. Ceux qui ne profitent pas de l'occasion pour déserter sont conduits en convois vers les gares. Ils rejoignent le million et demi de prisonniers de guerre dans différents stalags.

### Sources
1. ↑  Roger Bruge, Faites sauter la Ligne Maginot ! Non le soldat français de 40 n'a pas démérité !, Fayard, 1973, p. 356.
2. ↑  Jean-Yves Mary et Alain Hohnadel, op. cit., t. 2, p. 182.
3. ↑  Jean-Yves Mary et Alain Hohnadel, op. cit., t. 2, p. 162.
4. 1 2 3 4 5 6 7 8 9  An. « La Ligne Maginot aquatique », Association Le Groupe BLE Lorraine, Pouilly, mars 2012.
5. ↑  Jean-Yves Mary et Alain Hohnadel, op. cit., t. 3, p. 116-121.
6. 1 2 3 4 5 6 7 8 9 10 11 12 13 14 15 16 17 18 19 20 21 22 23 24 25 26  J. Frécaut, « Le sacrifice de l’armée polonaise dans le Lunévillois », La Bataille de Lorraine de septembre 1944 à mars 1945, Lunéville, [s.d.]

### Remarques
1. ↑  En 1939, la 20e région militaire comprend les départements de Meurthe-et-Moselle (moins l'arrondissement de Briey, les cantons de Thiaucourt et de Pont-à-Mousson), de la Moselle (arrondissements de Sarrebourg, de Château-Salins, de Sarreguemines et de Forbach), du Bas-Rhin (moins le canton de Marckolsheim) et des Vosges.
2. ↑  Le niveau de protection d'une casemate de la ligne Maginot dépend de son modèle et de sa période de construction. De 1928 à 1935 sont construits les modèles les plus puissamment protégés : les casemates et ouvrages CORF (Commission d'organisation des régions fortifiées), avec des murs et dalles épais jusqu'à 3,5 mètres de béton). Puis viennent à partir de 1935 les blockhaus MOM (main-d'œuvre militaire), avec de 0,60 à 1,5 m de béton, avec des modèles très variés selon la région : RFM (région fortifiée de Metz), RFL (région fortifiée de la Lauter), 1re, 2e, 20e et 7e RM (région militaire). Les MOM les plus protégés sont appelés FCR (fortification de campagne renforcée). De 1937 à 1940, la STG (Section technique du génie) standardise les constructions, avec une protection de 1,50 à 2 m de béton.
3. ↑  Le détail des évènements a été établi par le colonel Jacques Frécaut, fils d'un lieutenant tué avec des camarades polonais le 14 juin 1940 au pont sur l'Albe, à la sortie sud d'Uberkinger, et inhumé au cimetière de Kappelkinger.